# Case IH

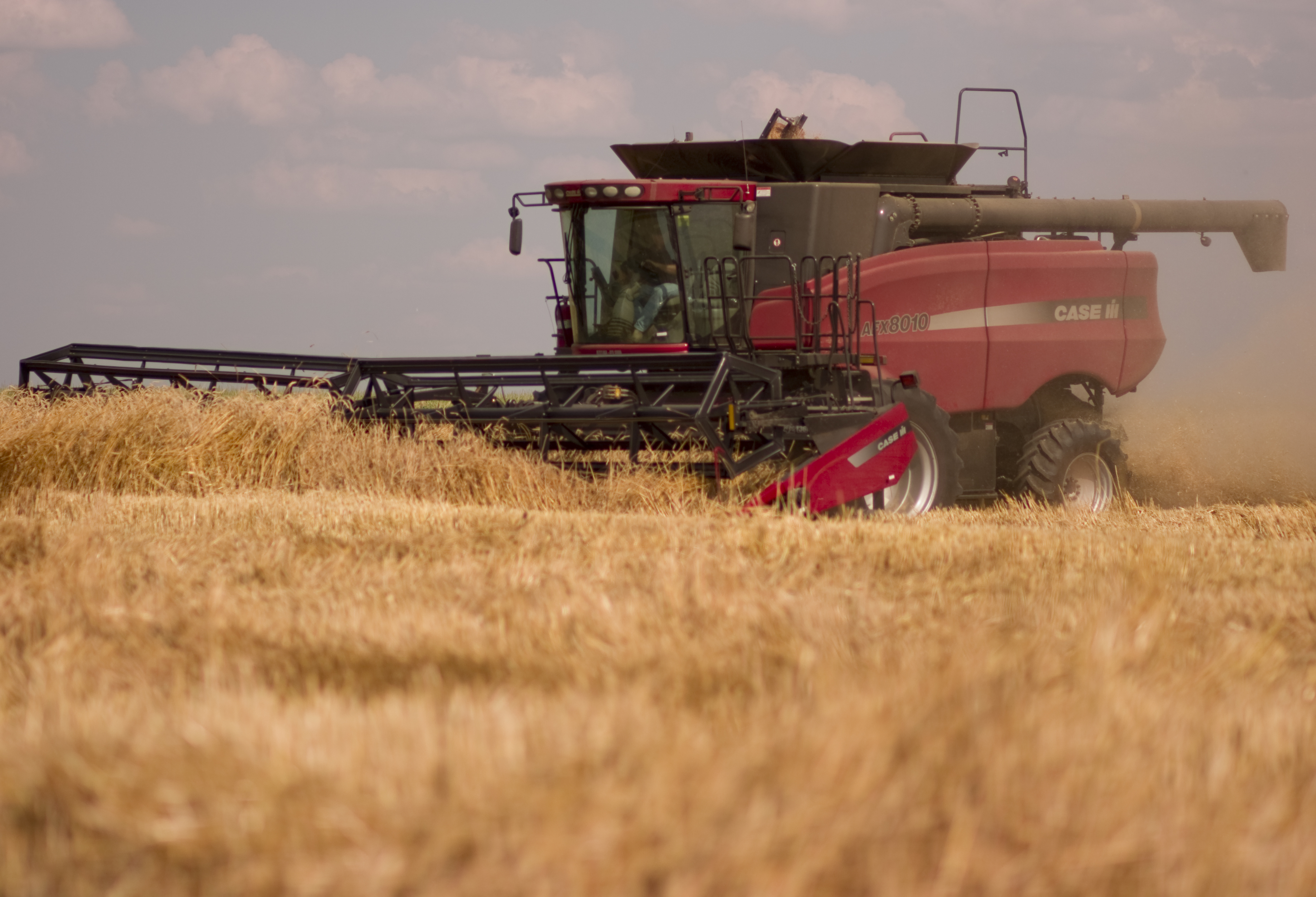
Maaidorser van Case IH

Case IH is een voormalig van oorsprong Amerikaanse fabrikant van landbouwmachines, die onder dezelfde merknaam onder andere tractoren levert. Deze onderneming is in 1984 door een fusie ontstaan en in 1999 gefuseerd met New Holland.

## Geschiedenis
Case IH is ontstaan uit het samengaan van de tractorfabrikanten Case, David Brown en de landbouwdivisie van International Harvester (IH). De vroegere moedermaatschappij Tenneco heeft Case in 1970 overgenomen, gevolgd door David Brown in 1988, International Harvester in 1985 en Steyr in 1996. Steyr bestaat nog steeds als zelfstandig merk. Eind 1999 ging Case IH samen met New Holland. Het is een bedrijfsonderdeel van CNH Industrial.

## Overname van David Brown
DB was zelfstandig, maar de concurrentie was moordend. In 1973 is David Brown gaan samenwerken met Case. In 1980 zijn ook deze bedrijven gefuseerd. Toen kwamen de 90/94 series en was min of meer de 770-1412 serie aan z'n eind gekomen. International, ook een tractormerk, ging ook met David Brown  meewerken. Ze kwamen met tractoren met op de motor DAVID BROWN, op de neus CASE en op de sticker INTERNATIONAL CASE. Dit werkte verwarrend en in 1988 gingen DAVID BROWN, INTERNATIONAL en CASE samen in CASE IH. CASE IH maakt nog steeds sterke en grote tractoren en machines.
Door de fusie met New Holland heeft Case IH de tractorfabriek in Doncaster, inclusief de daar gebouwde tractortypes, moeten verkopen. Deze fabriek en merknaam is overgenomen door de Italiaanse Argo-groep. Argo produceerde in deze plaats tot 2007 trekkers onder de merknaam McCormick. De productie is hierna verhuisd naar de fabriek van Argo in Fabbrico, waar ook landbouwmachines van de merken Landini en Valpadana worden geproduceerd. 